# 霍里孔 (紐約州)
霍里孔（英語：Horicon）是一個位於美國紐約州沃倫縣的鎮。

## 人口
根據2020年美國人口普查的數據，霍里孔的面積為186.13平方千米，當中陸地面積為170.34平方千米，而水域面積為5.79平方千米。當地共有人口1471人，而人口密度為每平方千米8人。